# قلمرو (جانوران)

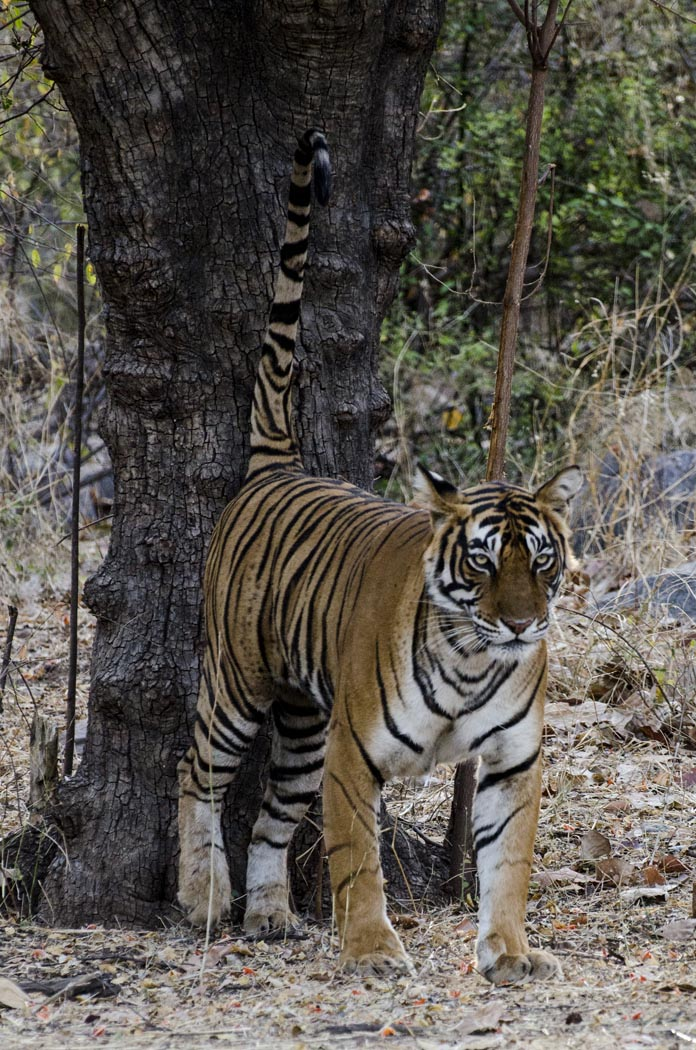
ببری که قلمرو خود را با ادرارش مشخص می‌کند، در پارک رانتامبور در کشور هند

در بسیاری از گونه‌های مهره‌داران و بی‌مهرگان عالی، پرندگان یا ماهی‌ها، جفت‌ها یا گروه‌های خانواده‌ای، گستره مشخصی را برای زندگی و فعالیت‌های زیستی خود برمی‌گزینند که اگر از این گستره نگهداری نمایند، نام آن قلمرو است و به این حالت قلمروخواهی گفته می‌شود.

## انواع و اندازه
قلمروها در بین پرندگان به شش نوع مختلف قابل تقسیم‌بندی است:
الف: قلمرو چندمنظوره که همه فعالیت‌های جانور مانند جفت‌گیری، لانه‌سازی و یافتن غذا در آن صورت می‌گیرد.
ب: منطقه جفت‌گیری و لانه‌سازی که جستجوی غذا در خارج از آن صورت می‌گیرد.
پ: قلمرو لانه‌سازی که منطقه کوچکی را دربر می‌گیرد و در بین پرندگان دریایی که زندگی دست‌جمعی دارند، متداول است.
ت: قلمرو جفت‌یابی و جفت‌گیری که در گونه‌هایی که نمایش جفت‌یابی در آنها رایج است، توسط پرندگان نر از آن محافظت می‌شود.
ث: استراحتگاه
ج: قلمرو زمستانی که ممکن است با نوع الف همپوشانی داشته باشد یا (مثلا برای پرندگان مهاجر) کاملاً متفاوت باشد و شامل محل ذخیره کردن آذوقه است.
برخی از گونه‌های سنجاب‌ها ممکن است ۱۰ هکتار قلمرو داشته باشند. محدوده قلمرو برای رودک در یک زیستگاه خوب روستایی ممکن است به ۳۰ هکتار باشد و این عدد در زیستگاه‌های فقیر، حتی به ۳۰۰ هکتار هم برسد. به‌طور متوسط، یک قلمرو ممکن است حدود ۵۰ هکتار باشد و مجموعه‌های اصلی معمولاً حداقل ۵۰۰ متر از هم فاصله دارند. در مناطق شهری، اگر بتوانند غذای کافی را از میزهای پرندگان، پسماند غذا یا تغذیه مصنوعی در باغ‌های حومه شهر به دست آورند، می‌توانند به وسعت ۵ هکتار هم باشند. اندازه قلمروی کفتارهای خالدارمتغیر است و از کمتر از ۴۰۰۰ هکتار در دهانه انگورونگورو تا بیش از یکصد هزار هکتار در کالاهاری متغیر است. در سال ۱۹۹۹ در اتیوپی، ۳۵ کفتار خالدار و ۶ شیر در درگیری با یکدیگر بر سر تصاحب قلمرو کشته شدند.